# Glyptographie
La glyptographie ou glyptologie désigne l'étude des signes gravés dans la pierre. Elle concerne les signes de bâtisseurs (marques de tâcherons) destinés à se faire payer, ou à indiquer l'ordre d'assemblage des éléments, et les graffitis.